# Legend Rupes
La Legend Rupes è una struttura geologica della superficie di Mercurio.